# Церово (Желино)
Церово (мкд. Церово) је насеље у Северној Македонији, у северозападном делу државе. Церово припада општине Желино.

## Географија
Насеље Церово је смештено у северозападном делу Северне Македоније. Од најближег већег града, Тетова, насеље је удаљено 34 km источно.
Церово се налази у доњем делу историјске области Полог. Насеље је положено у средишњем, вишем делу планине Жеден. Надморска висина насеља је приближно 650 метара.
Клима у насељу је умерено континентална.

## Становништво
Церово је према последњем попису из 2002. године имало 511 становника.
Претежно становништво у насељу су Албанци (99%).
Већинска вероисповест је ислам.